# Sean Gauthier
Sean D. Gauthier (* 28. März 1971 in Sudbury, Ontario) ist ein ehemaliger kanadischer Eishockeytorwart. Während seiner Karriere spielte er für die San Jose Sharks in der National Hockey League, Leksands IF in der schwedischen Elitserien und Skellefteå AIK in der schwedischen HockeyAllsvenskan.

## Karriere
Gauthier spielte zunächst drei Jahre von 1988 bis 1991 in der Ontario Hockey League, ehe er im NHL Entry Draft 1991 in der neunten Runde an 181. Position von den Winnipeg Jets ausgewählt wurde. Trotz seines Wechsels ins Profilager zur Saison 1991/92 spielte er nie für die Jets, sondern verbrachte die Spielzeiten bis zum Ende der Saison 2001/02 in den nordamerikanischen Minor Leagues. So spielte er in der International Hockey League, American Hockey League und East Coast Hockey League, wo er 1996 und 1998 ins Second All-Star Team der Liga gewählt wurde und in der Saison 1995/96 im Trikot der South Carolina Stingrays sogar ein Tor aus dem Spiel heraus erzielen konnte. Zudem spielte er zwischen 1994 und 1996 in der Roller Hockey International, einer Inlinehockey-Liga.
Zu seinem einzigen Kurzeinsatz in der National Hockey League kam er im März 1999 im Verlauf der Saison 1998/99 im Trikot der San Jose Sharks, als er drei Minuten vor Spielende für Steve Shields ins Tor kam. Beide Schüsse auf sein Tor konnte er dabei parieren. Für die Florida Panthers kam er in der Saisonvorbereitung auf die Saison 2000/01 ebenfalls zu Einsätzen. Dabei lieferte er sich im Spiel gegen die Tampa Bay Lightning einen Faustkampf mit Dan Cloutier, dem Torhüter der Lightning.
Zur Saison 2002/03 wechselte er nach Europa. Dort spielte er zunächst eine Saison für den schwedischen Elitserien-Klub Leksands IF, ehe er seine Karriere, die er im Sommer 2005 beendete, in den folgenden beiden Spielzeiten bei Skellefteå AIK in der HockeyAllsvenskan ausklingen ließ.

## Erfolge und Auszeichnungen
- 1990 Dave Pinkney Trophy (gemeinsam mit Jeff Wilson)
- 1996 ECHL Second All-Star Team
- 1998 Teilnahme am ECHL All-Star Game
- 1998 ECHL Second All-Star Team

## NHL-Statistik
(Legende zur Torhüterstatistik: GP oder Sp = Spiele insgesamt; W oder S = Siege; L oder N = Niederlagen; T oder U oder OT = Unentschieden oder Overtime- bzw. Shootout-Niederlage; Min. = Minuten; SOG oder SaT = Schüsse aufs Tor; GA oder GT = Gegentore; SO = Shutouts; GAA oder GTS = Gegentorschnitt; Sv% oder SVS% = Fangquote; EN = Empty Net Goal; 1 Play-downs/Relegation; Kursiv: Statistik nicht vollständig)